# Larnax darcyana
Larnax darcyana är en potatisväxtart som beskrevs av N.W.Sawyer. Larnax darcyana ingår i släktet Larnax och familjen potatisväxter. Inga underarter finns listade i Catalogue of Life.